# 阿迪蒂·阿肖克
阿迪蒂·阿肖克（英語：Aditi Ashok，1998年3月29日—）来自班加罗尔，是一名印度女子高尔夫运动员。她在五岁时开始接触高尔夫球，当时班加罗尔仅有三家高尔夫球场，她在其中一家球场附近的一家餐馆内看到有人在打高尔夫球后，便开始对这项运动感兴趣。12岁时，她首次出战亚洲-太平洋邀请赛，13岁时，她首次获得印度职业比赛的冠军。阿肖克的父母都支持她的高尔夫事业，两人也都在她参加国际大赛时担任过她的球僮。